# Las Barías-La Estancia
Las Barías-La Estancia, es un distrito del municipio de Azua, que está situado en la provincia de Azua de la República Dominicana.

## Secciones municipales
Está formado por las secciones municipales de:
| Nombre                               | Código     |
| ------------------------------------ | ---------- |
| Las Barías-La Estancia (Zona urbana) | 0502010301 |
| La Ceiba Vieja                       | 0502010302 |
| La Ceiba Nueva                       | 0502010303 |